# Cryptocladocera bezzii
Cryptocladocera bezzii là một loài ruồi trong họ Tachinidae.